# Коя
Коя (яп. 高野町 Ко:я-тё:) — посёлок в Японии, находящийся в уезде Ито префектуры Вакаяма. Площадь посёлка составляет 137,08 км², население — 3510 человек (1 августа 2014), плотность населения — 25,61 чел./км².

## Географическое положение
Посёлок расположен на острове Хонсю в префектуре Вакаяма региона Кинки. С ним граничат города Хасимото, Годзё, посёлки Кудояма, Кацураги и село Носегава.

## Население
Население посёлка составляет 3510 человек (1 августа 2014), а плотность — 25,61 чел./км². Изменение численности населения с 1980 по 2005 годы:
| 1980 | 7236 чел. |  |
| 1985 | 7054 чел. |  |
| 1990 | 6611 чел. |  |
| 1995 | 6386 чел. |  |
| 2000 | 5355 чел. |  |
| 2005 | 4632 чел. |  |

## Символика
Деревом посёлка считается сциадопитис, цветком — Hymenanthes.